# Weixi (socken i Kina, Hunan)
Weixi (kinesiska: 威溪, 威溪乡) är en socken i Kina. Den ligger i provinsen Hunan, i den södra delen av landet, omkring 290 kilometer sydväst om provinshuvudstaden Changsha. Antalet invånare är 8183. Befolkningen består av 3 831 kvinnor och 4 352 män. Barn under 15 år utgör 19,0 %, vuxna 15-64 år 71 %, och äldre över 65 år 9,0 %.
Genomsnittlig årsnederbörd är 1 628 millimeter. Den regnigaste månaden är maj, med i genomsnitt 228 mm nederbörd, och den torraste är oktober, med 62 mm nederbörd.